# Karol Nicze
Karol Nicze (ur. 18 listopada 1944 w Pabianicach, zm. 7 października 1999 w Łodzi) – polski pianista grający muzykę klasyczną i rozrywkową. Wyróżniony w VIII Międzynarodowym Konkursie Pianistycznym im. Fryderyka Chopina w Warszawie w 1970.

## Życiorys
Jako uczeń pabianickiej szkoły podstawowej rozpoczął naukę gry na fortepianie pod opieką pani Alicji Kicmanowej w Ognisku Muzycznym utworzonym przy P.Z.P.B. w Pabianicach (lata 1951–1955). W latach 1958–1963 był uczniem Państwowego Liceum Muzycznego im. H. Wieniawskiego w Łodzi. W latach 1963–1968 studiował w Państwowej Wyższej Szkoły Muzycznej w Łodzi w klasie fortepianu prof. Bożeny Matulewicz-Szymonowiczowej. Studia ukończył dyplomem z wyróżnieniem, dn. 21 maja 1968.
W okresie od marca do września (02.03. – 30.09.) 1967 Nicze pracował w Zakładowym Domu Kultury przy P.Z.P.B. w Pabianicach. Od października 1967 roku do czerwca 1968 (wówczas skończył studia) pobierał stypendium naukowe ufundowane przez Towarzystwo im. Fryderyka Chopina w Warszawie. W 1968 r. wziął udział w Konkursie Kameralnym im. Kiejstuta Bacewicza w Łodzi w kategorii duetów, razem ze skrzypkiem Władysławem Marchwińskim (I nagroda). Od października 1968 do czerwca 1977 był pracownikiem Państwowej Szkoły Muzycznej I i II stopnia w Pabianicach w klasie fortepianu. Od października 1969 do października 1975 był członkiem Orkiestry Rozrywkowej Polskiego Radia i Telewizji w Łodzi.
W 1970 uzyskał wyróżnienie na VIII Międzynarodowym Konkursie Pianistycznym im. Fryderyka Chopina w Warszawie (07–25.10.1970). Karol Nicze jest jedynym absolwentem łódzkiej PWSM, który jest laureatem tej imprezy.
W tym samym roku pianista rozpoczął współpracę z Wytwórniami Filmów: Fabularnych, Oświatowych i Animowanych (Semafor) w Łodzi. Nagrywał muzykę fortepianową do wielu filmów fabularnych (m.in. Noce i dnie, Dagny, Kariera Nikodema Dyzmy) i animowanych (kreskówki i dobranocki). Pianista współpracował z wieloma kompozytorami muzyki filmowej, m.in. z Piotrem Hertlem i Piotrem Marczewskim. W 1975 współpracował z Wojciechem Skowrońskim i jego grupą Blues and Rock, występując w składance estradowej pt. Kontrasty i Porównania. Ponadto K. Nicze współpracował z wieloma artystami polskiej estrady, takimi jak: Tadeusz Kopacki, Andrzej Hiolski, Ryszard Tarasewicz, Paulos Raptis, Kazimierz Kowalski, Łucja Wierzbińska – śpiewacy operowi. Maria Koterbska, Irena Santor, Łucja Prus, Zdzisława Sośnicka, Joanna Rawik, Alicja Majewska, Ewa Kuklińska, Katarzyna Skrzynecka – piosenkarki. Hanka Bielicka, Krystyna Sienkiewicz, Iga Cembrzyńska, Barbara Dziekan, Marek Perepeczko, Ireneusz Kaskiewicz, Stanisław Kwaśniak – aktorzy.
W 1979 założył zespół Karol Nicze Band, z którym nagrał muzykę Piotra Hertela do serialu pt. W słońcu i w deszczu (reż. Sylwester Szyszko). Jerzy Kiełczewski oraz bracia Andrzej i Jacek Delągowie, stanowiący trzon zespołu Niczego, byli ostatnimi muzykami, z którymi pianista współpracował.
Karol Nicze zmarł 7 października 1999 w wyniku choroby nowotworowej. Został pochowany na Starym Cmentarzu w Pabianicach. 
11 października 2000 w Pabianicach powstało Towarzystwo Muzyczne im. K. Nicze a 18 kwietnia 2024 jednemu z mostów nad rzeką Dobrzynką w Pabianicach nadano nazwę „Most im. Karola Nicze”.

## Życie prywatne
Syn Alojzego Nicze, miał brata Andrzeja. 15 kwietnia 1967 zawarł związek małżeński z Lucyną Welfel. 15 marca 1969 urodził im się syn Rafał. 17 grudnia 1977 ożenił się z Magdaleną Szadkowską. 21 grudnia 1979 urodził im się syn Adam.